# Robert Liston (dyplomata)

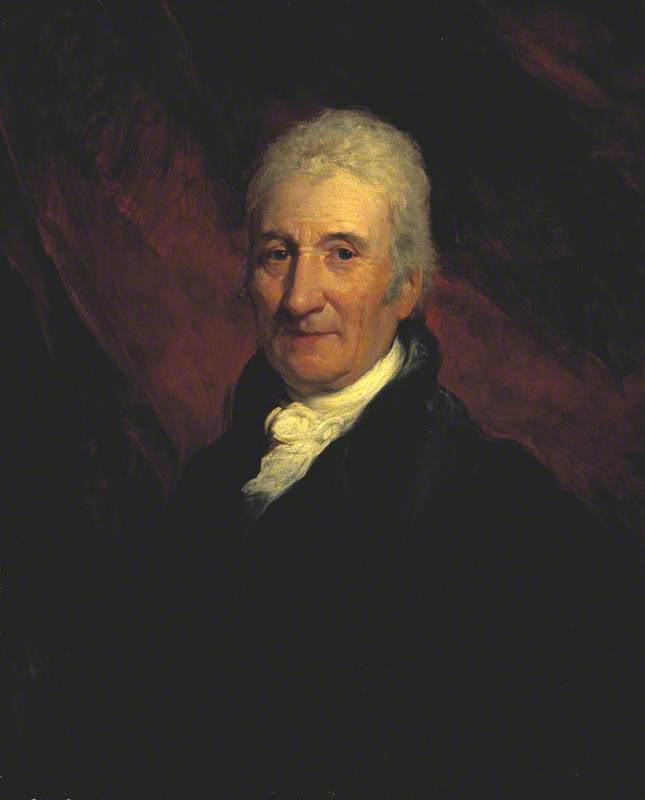
Sir Robert Liston (1742 – 1836), malował Sir David Wilkie w 1811

Robert Liston (ur. 1742, zm. 15 lipca 1836) – brytyjski dyplomata.
W latach 1788–1793 był brytyjskim posłem (envoyé) w Sztokholmie. Miał opinie człowieka kryształowo uczciwego. Był przyjacielem jednego z najskuteczniejszych dyplomatów brytyjskich drugiej połowy XVIII wieku Sir Hugh Elliota.
31 lipca 1790 Robet Liston i poseł pruski Adrian Heinrich von Borcke podpisali w Sztokholmie traktat subsydialny ze Szwedami, którym Berlin i Londyn zobowiązywały się wesprzeć finansowo szwedzki rząd.
W latach 1793–1796 i ponownie w latach 1812–1820 był brytyjskim ambasadorem w Turcji.
Liston reprezentował interesy brytyjskie w USA w latach 1796–1800. Udało mu się doprowadzić do zbliżenia brytyjsko-amerykańskiego, wykorzystując fakt, że francuski Dyrektoriat uznał, że podpisując tzw. „Traktat Jaya” w 1794 Amerykanie zdradzili wcześniejszy Francusko-amerykański traktat sojuszniczy (1778).